# Феогност II (епископ Рязанский)

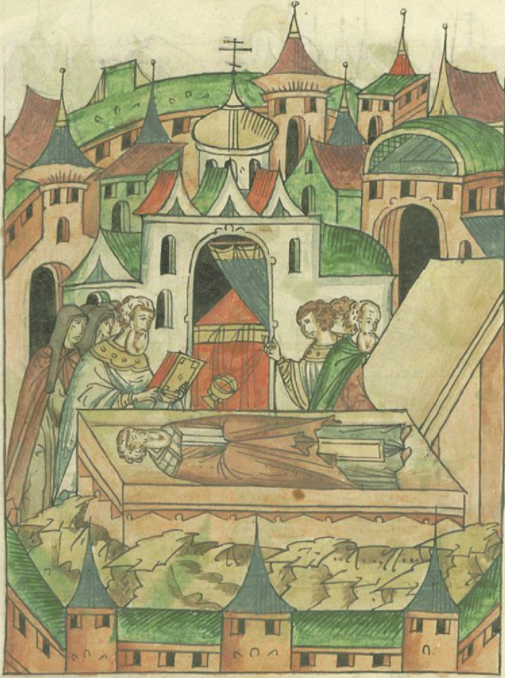
Смерть епископа рязанского Феогноста II

Епископ Феогност II (ум. 1408) — епископ Русской церкви, епископ Рязанский и Муромский.

## Биография
В 1393 году рукоположён во епископа Рязанского и Муромского; хиротонию возглавил  митрополит Киприан.
Присутствовал в Москве в 1394 году при посвящении епископа Ростовского Григория.
В 1407 году ушёл на покой. Скончался в 1408 году.